# Archidiecezja Asunción
Archidiecezja Asunción (łac. Archidioecesis Sanctissimae Assumptionis) – rzymskokatolicka archidiecezja w Paragwaju. Została erygowana 1 maja 1929 na miejsce diecezji istniejącej od 1 lipca 1547 (wydzielonej z diecezji Cuzco).

## Główne świątynie
- Archikatedra: Katedra metropolitalna Matki Boskiej Wniebowziętej w Asunción

Ponadto na terenie archidiecezji znajdują się narodowe sanktuaria: MB Nieustającej Pomocy oraz Najśw. Serca Jezusowego (oba w Asunción).

## Ordynariusze
- Juan de los Barrios O.F.M. (1547–1552)
- Pedro de la Torre O.F.M. (1554–1573)
- Alfonso Guerra O.P. (1579–1592)
- Baltazar de Cobarrubias y Múñoz O.S.A. (1601–1603)
- Reginaldo de Lizárraga O.P. (1609)
- Lorenzo Pérez de Grado (1615–1619)
- Tomás de la Torre Gibaja O.P. (1620–1628)
- Cristóbal de Aresti Martínez de Aguilar O.S.B (1629–1635)
- Sebastián de Pastrana O. de M. (1687–1700)
- José Paravicino O.F.M. (1738–1747)
- Manuel de la Torre (1756–1762)
- Luis Velasco O.F.M. (1779–1792)
- Nicolás Videla del Pino (1802–1807)
- Pedro García Panés O.F.M. (1807–1838)
- Pietro Aponte (1879 - 1891)
- Juan Sinforiano Bogarón (1894–1949)
- Juan Mena Porta (1949–1970)
- Ismael Blas Rolón Silvero S.D.B. (1970–1989)
- Felipe Benítez Avalos (1989–2002)
- abp Pastor Cuquejo C.SS.R. (2002–2014)
- abp Edmundo Valenzuela SDB (2014–2022)
- kard. Adalberto Martínez (od 2022)